# Klaus Balkenhol
|  | Hästsportsportalen |

Klaus Balkenhol, född den 6 december 1939 i Velen, är en tysk ryttare.
Han tog OS-guld i lagtävlingen i dressyr i samband med de olympiska ridsporttävlingarna 1996 i Atlanta.